# Список диптерологов
Список диптерологов (исследователей двукрылых насекомых), внёсших более или менее значительный вклад в развитие диптерологии, описавших по крайней мере один новый вид по Линнеевской системе. Список составил в 2010 году американский энтомолог Нил Эвенхус (англ. Neal L. Evenhuis; Bishop Museum, Гонолулу, Гавайи) с использованием известной базы данных Biosystematic Database of World Diptera (BDWD,1994-2008; Thompson 2010). Естественно, он неполный и требует уточнения и дополнения, в первую очередь, за счет русскоязычных диптерологов. Большинство включенных в перечень диптерологов, строго говоря, не являлись систематиками. Они в большей степени интересовались экологией, биологией, генетикой двукрылых и т. д.
Список составлен в соответствии с латинским алфавитом в следующем порядке:
Фамилия, имена или инициалы, годы рождения и смерти (если известны) [или годы научной деятельности], страны проживания. Приведены также оригинальные написания имён для диптерологов, печатавшихся в нелатинских изданиях (в том числе пользовавшихся кириллицей).

## Список диптерологов
- Список диптерологов – от A до C
- Список диптерологов – от D до G
- Список диптерологов – от H до K
- Список диптерологов – от L до M
- Список диптерологов – от N до R
- Список диптерологов – от S до T
- Список диптерологов – от U до Z

## Образец для внесения новых имён
Ссылка на базу данных ZooBank обязательна!
- Meigen Johann Wilhelm (1764—1845) — Германия ZooBank